# Operate Now: Hospital
Operate Now: Hospital es un videojuego de simulación desarrollado por Gamaga y publicado por Spil Games para Android y iOS, y por 7Levels para Nintendo Switch. Fue lanzado el 9 de agosto de 2016 para Android, el 4 de mayo de 2017 para iOS y 27 de julio de 2023 para Nintendo Switch.

## Jugabilidad
Operate Now: Hospital es un juego de simulación médica donde el objetivo es reunir un equipo médico para realizar operaciones a los pacientes y administrar un hospital.
En el juego hay situaciones de emergencia en las que se tiene poco tiempo para salvar vidas. Se deben de tomar decisiones cruciales, realizar cirugías complejas y todo tipo de procedimientos médicos en los pacientes.
A medida que se avanza en el juego, comienzan a aparecer flashbacks que dan una idea de las vidas de los pacientes y momentos de la carrera médica. Durante el juego acompañan aliados que ayudan a lograr los objetivos.